# Colubrina acunai
Colubrina acunai är en brakvedsväxtart som beskrevs av B.P. Kitanov. Colubrina acunai ingår i släktet Colubrina och familjen brakvedsväxter. Inga underarter finns listade i Catalogue of Life.